# Darclée (film)
Darclée este un film dramatic-biografic românesc din anul 1960, regizat de Mihai Iacob, bazat pe viața sopranei brăilene de anvergură mondială Hariclea Darclée. A intrat în anul următor în concursul de la Cannes.
Rolurile principale au fost interpretate de Silvia Popovici, Cristea Avram, Toma Dimitriu și Victor Rebengiuc.

## Rezumat
Realizat în 1961 de regizorul Mihai Iacob, filmul va fi ulterior nominalizat la Cannes Film Festival din 1961 pentru regie (Golden Palm). Bazat pe viața Haricleei Darclée (interpretată de Silvia Popovici), filmul prezintă povestea de dragoste dintre Hariclea și Iorgu (interpretat de Victor Rebengiuc). Povestea se desfășoară pe fondul încercării (și apoi reușitei) Haricleei de a deveni o artistă lirică a epocii.
Proaspăt ieșită din pension, singurul lucru pe care eroina și-l dorea era să ia lectii de canto. În final, reușește să apară pe câteva scene lirice ale țării, fiind adulată de public, dar în special de bărbați, în fața cărora își ascundea timiditatea sa nativă prin râs. Un tânăr blond, zvelt și vioi, Iorgu Hartulari, locotenent de artilerie, proaspăt divorțat o „înrobește”. Se căsătoresc, cunoscând griji materiale deosebite, dar și „gustând” din plin sentimentul geloziei, ceea ce nu numai că nu o face să renunțe la muzică, ci o ambiționează și mai mult. Haricleea își îmbogățește repertoriul, exersează continuu, practică cu ușurință vocalizele zilnice și dovedește o amplitudine muzicală deosebită, cântând cu ușurință atât în regim de soprană cât și în regim de mezzo-soprană.
Filmul, inspirat din viața marii artiste lirice române, subliniază puterea, ambiția și credința cu care Haricleea a biruit toate obstacolele din calea ei prin talent, răbdare, muncă, speranță și determinare.

## Distribuție
- Silvia Popovici — Haricleia Hartular (Hariclea Darclée), soprană română
- Cristea Avram — Eugenio Giraldoni, baritonul italian îndrăgostit de Darclée
- Toma Dimitriu — Gheorghe Ștefănescu, compozitor, pedagog și dirijor, fondatorul Companiei Opera Română (menționat Toma Dumitriu)
- Victor Rebengiuc — Iorgu Hartular, locotenent de artilerie, soțul Haricleei
- Costache Antoniu — Charles Gounod, compozitor francez
- Marcel Anghelescu — Ruggero Leoncavallo, compozitor, pianist și dirijor italian
- Geo Barton — Giacomo Puccini, compozitor italian de muzică de operă
- Fory Etterle — Pedro Gailhard, bas francez, directorul Operei din Paris (1884–1891, 1893–1907) (menționat Fory Eterlee și Fory Eterlée)
- Eugenia Popovici – mama Tinca, camerista Haricleei
- Jules Cazaban — Ion Haricli, tatăl Haricleei, proprietar funciar de origine greacă
- Willy Ronea — prim-ministrul României care oferă un dineu în onoarea artiștilor de operă (menționat V. Ronea)
- Ion Manu — omul politic român care rostește un discurs în care elogiază opera italiană
- Mircea Constantinescu — Edmond Duvernois, profesor de canto la Conservatorul din Paris (menționat M. Constantinescu)
- Eugenia Eftimie — Maria Aslan Haricli, mama Haricleei, înrudită cu familia Mavrocordat
- Ion Dichiseanu — Perotto, student italian la Conservatorul din Paris, tânăr dirijor, prietenul lui Giraldoni (menționat I. Dichiseanu)
- Lia Șahighian — Adelina Patti, soprană de origine spaniolă (menționată Lia Sahighian)
- Victor Moldovan (menționat V. Moldovan)
- Ion Piso — Grigore Gabrielescu, tenorul român care cântă în duet cu Adelina Patti în opera Traviata
- Viorica Petrescu (menționată V. Petrescu)
- Nicolae Herlea — Tonio (menționat N. Herlea)
- Iarodara Nigrim — Isabelle, cântăreață de operă franceză, protejata unui ministru
- Ștefan Mihăilescu-Brăila — impresarul Adelinei Patti (menționat Mihăilescu-Brăila)
- Corneliu Fânățeanu (menționat Cornel Fănățeanu)
- Valentin Teodorian — tenorul de la Opera din Paris
- Cornel Stavru — interpretul pictorului Mario Cavaradossi din Tosca
- Sanda Toma — Tamara Giraldoni, soția lui Eugenio
- Nae Roman  — unul din cei doi libretiști ai operei Tosca
- Amza Pellea — unul din cei doi libretiști ai operei Tosca (menționat Amza Pelea)
- Constanța Cîmpeanu (menționată C. Cîmpeanu)
- Romulus Neacșu
- Sorin Blănaru
- Nelly Nicolau (menționată N. Nicolau Ștefănescu)
- Nelly Sterian (menționată Nely Sterian)
- D. Maier
- Nucu Păunescu — om politic român de la dineul oferit în cinstea artiștilor lirici (menționat N. Păunescu)
- Ion Anastasiad (menționat I. Anastasiad)
- Constantin Țăpîrdea — om politic român de la dineul oferit în cinstea artiștilor lirici (menționat C. Țăpîrdea)
- Gheorghe Pogonat (menționat Gh. Pogonat)
- F. Pădureanu
- Alexandru Vasiliu (menționat Al. Vasiliu)
- Zina Dumitrescu (menționată Zîna Bogos)
- Ilinca Tomoroveanu (nemenționată)[2]

### Cântăreți
- Arta Florescu — Darclée
- Octav Enigărescu — Giraldoni
- Valentin Teodorian — tenorul de la Opera din Paris
- Magda Ianculescu — Adelina Patti
- Nicolae Herlea — Tonio
- Cornel Stavru — interpretul pictorului Cavaradossi (menționat C. Stavru)
- Ion Piso — Grigore Gabrielescu (menționat I. Piso)
- Corneliu Fânățeanu (menționat C. Fînățeanu)
- David Ohanesian (menționat D. Ohanezian)
- Valentin Loghin (menționat V. Loghin)
- M. Botez
- Ion Stoian (menționat I. Stoian)
- Constantin Iliescu (menționat C. Iliescu)
- Gheorghe Florei (menționat Gh. Florei)
- Constantin Drăghici (menționat C. Drăghici)
- Constanța Cîmpeanu (menționată C. Cîmpeanu)
- Orchestra Cinematografiei, dirijor Mircea Cristescu

## Primire
Filmul a fost vizionat de 3.201.869 de spectatori în cinematografele din România, după cum atestă o situație a numărului de spectatori înregistrat de filmele românești de la data premierei și până la data de 31 decembrie 2014 alcătuită de Centrul Național al Cinematografiei.